# Paralephana sarcochroa
Paralephana sarcochroa är en fjärilsart som beskrevs av George Francis Hampson 1926. Paralephana sarcochroa ingår i släktet Paralephana och familjen nattflyn. Inga underarter finns listade i Catalogue of Life.